# بیماری شبه‌آنفلوانزایی

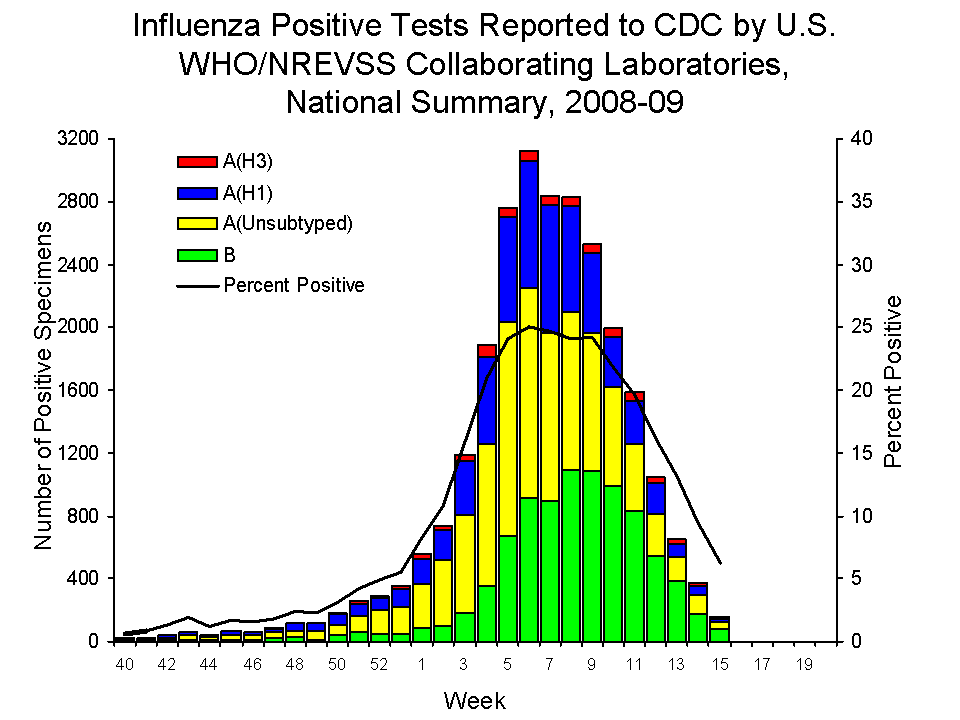
Proportion of positive influenza tests during a recent flu season.

بیماری شبه آنفلوانزایی (به انگلیسی: Influenza-like illness) که با نام عفونت حاد تنفسی (به انگلیسی: acute respiratory infection) نیز شناخته می‌شود بیماری‌ایست که نشانه‌هایی شبیه آنفلوانزا دارد. علائم شایع بیماری عبارتند از تب، لرز، ناراحتی، سرفه، کاهش اشتها، بدن درد و تهوع، که به‌طور ناگهانی در شروع بیماری خود را نشان می‌دهند.                                               این بیماری اکثراً ناشی از سرماخوردگی و آنفلوانزا و کروناویروس است.                                                             

از عوامل دیگر  بسیار جزئی آن می‌توان به مالاریا، عفونت حاد HIV، تب‌خال، هپاتیت سی، بیماری لایم، هاری، التهاب عضله قلب، تب کیو، تب دنگی و فلج اطفال اشاره کرد.